# Miltiades Kotrba
Miltiades Kotrba (* 25. Oktober 1891 in Prag; † Januar 1985) war ein deutscher Jurist und Lokalpolitiker und später Verbandsfunktionär im Musikinstrumentenbau.

## Leben
Miltiades Kotrba wurde als Sohn des aus Gablonz stammenden deutschböhmischen Mundartdichters Ludwig Kotrba (1851–1901) geboren. Kotrba studierte in Prag Jura. Der promovierte Jurist wurde 1920 Syndikus des Deutschen Hauptverbandes der Industrie in der Tschechoslowakei. Sein Tätigkeitsgebiet waren vor allem Sozialversicherungsfragen. Kotrba gab mehrere Gesetzeskommentare heraus. An Konferenzen des Internationalen Arbeitsamtes in Genf war er Delegierter. Als Mitglied des Prager Stadtrats vertrat er die Belange der deutschen Bevölkerungsminderheit.
Als überzeugter Demokrat verlor er nach dem Einmarsch der deutschen Truppen seine Arbeit. Am Ende des Krieges musste er als Angehöriger der deutschen Minderheit Prag verlassen. Er wurde beauftragt, die infolge ihrer Vertreibung verstreut untergebrachten Musikinstrumentenbauer aus Schönbach zu sammeln, und sie bei der Wiederaufnahme ihrer Arbeit im deutschen Teil des Musikwinkels zu unterstützen. Durch die Joseph-Stiftung in Bamberg wurden Wohnungen gebaut, die Geigenbauersiedlung in Bubenreuth entstand. Für diese Leistung erhielt er am 4. Juni 1952 als erster Sudetendeutscher das Bundesverdienstkreuz am Bande.

## Schriften
- Die Pensionsversicherung der Privatangestellten in höheren Diensten, nebst einer Einführung in die wesentlichen Bestimmungen des Gesetzes vom 21. Feber 1929 unter Berücksichtigung des Motivenberichtes. Stiepel, Reichenberg, 1929. (DNB 579953866)